# أبيلاردو روندون
أبيلاردو روندون (بالإسبانية: Abelardo Rondón)‏ ولد بتاريخ 18 مارس 1964 في كولومبيا، هو دراج كولومبي سابق.